# Paratjärnarna (Hotagens socken, Jämtland, 711646-145357)
Paratjärnarna är en sjö i Krokoms kommun i Jämtland och ingår i Ångermanälvens huvudavrinningsområde. Paratjärnarna ligger i Gråberget-Hotagsfjällen Natura 2000-område. Vid provfiske har lake och öring fångats i sjön.